# NGC 3910
NGC 3910 (również PGC 36971 lub UGC 6800) – galaktyka eliptyczna (E-S0), znajdująca się w gwiazdozbiorze Lwa. Odkrył ją Otto Struve 3 marca 1869 roku.
W galaktyce tej zaobserwowano supernową SN 2013hl.